# Martin Mösl
Martin Mösl (Bischofsmais, 31 oktober 1787 – Augsburg, 8 april 1843) was een Duits componist, dirigent en hoboïst.

## Levensloop
Mösl kreeg de eerste muziekles van zijn vader en van zijn leraar op school te Ruhmannsfelden. Hij werd hoboïst in de Militaire muziekkapel van het 3e Koninklijk Beierse Linie-Infanterie Regiment "Prinz Karl" in Augsburg. Van het stadsbestuur kreeg hij in 1819 een toelating voor een winkel als snarenmaker. Hij huwde met Josepha Dreßler, een dochter van een schilder. Samen had het echtpaar 14 kinderen, van wie er zes in leven bleven. Omdat de concurrentie bij de snarenmakers groot was, moest hij om financiële reden als muziekleraar en musicus verder geld verdienen. Tot zijn leerlingen behoorden officieren en leden van de adel. Hij was lid van het orkest en het koor van de St. Max kerk te Augsburg.
Als componist schreef hij stukken voor kamerensembles en blazers. 

## Composities
- 1830 Trompetenaufzüge, voor 4 (of 3) trompeten, 2 hoorns, trombone, pauken en orgel
- 1830 Salzburger Aufzüge - vierzehn Aufzüge, voor vier trompetten en pauken
- (6) Münchener Aufzüge, voor (natuur-)trompetensemble en pauken
- Aufzüge - Sammlung, voor 3, 4 en 5 (natuur-)trompetten
- Koraalbewerking "O Gott, du frommer Gott", voor koperblazers en orgel
- Sechs kurze und leichte Aufzüge, voor vier trompetten en pauken ad libitum